# Paula Oliveto
Paula Mariana Oliveto Lago (Ciudad de Buenos Aires,10 de febrero de 1973), más conocida como Paula Oliveto, es una abogada y política argentina. Es diputada nacional por la Ciudad Autónoma de Buenos Aires con mandato hasta 2025,  y presidenta de la Coalición Cívica ARI en la Ciudad.

## Biografía
Nació en el barrio de Mataderos, ubicado en la Comuna 9 de la Ciudad Autónoma de Buenos Aires, donde cursó sus estudios primarios, secundarios y universitarios. Realizó la carrera de abogacía en la Facultad de Derecho de la Universidad de Buenos Aires.
Una vez graduada de la Facultad de Derecho en el año 1997, se desempeñó como coordinadora jurídica en la Defensoría de Niños, Niñas y Adolescentes Almagro. En el año 2000 fue consultora senior de los equipos de investigación de la Universidad de Buenos Aires de la Facultad de Derecho. Dirigió el "Centro para la Transparencia en la Gestión Pública y Privada Lisandro de la torre" de la Fundación Pluralista desde 2004 hasta 2007.
En 2000 ingresó a la Auditoría de la Ciudad de Buenos Aires donde se desempeñó como instructora sumariante de la Dirección General de Asuntos Jurídicos y Auditora principal a cargo de la Supervisión de equipos de auditoría. En diciembre de 2007 fue designada por unanimidad por la Legislatura de la Ciudad Autónoma de Buenos Aires para ocupar el cargo de Auditora General en el órgano de control porteño. 
Oliveto siempre ha tenido una posición muy opositora al kirchnerismo, siempre dentro del ámbito democrático: «No somos golpistas. Queremos que el presidente entregue la banda presidencial a otro presidente.»  Oliveto fue  una de las responsables - con Elisa Carrió -  de la primera denuncia  contra  Cristina Fernández de Kirchner cuando ella era presidenta, en el año 2008.
En 2004, Oliveto comenzó a investigar supuestos hechos de corrupción realizados durante el gobierno de los Kirchner. Oliveto ha investigado y denunciado la causa de los sobresueldos, la mafia de los medicamentos, los contratos truchos, la causa vialidad, la causa Hotesur y Los Sauces.
En palabras de Paula Oliveto: «Desde el 2004 con Elisa Carrió describíamos la matriz de corrupción K. En el 2008, con ellos en el poder, la denunciamos. Muy pocos acompañaron porque eran muy poderosos. La historia ya los juzgó».
En 2022, luego de que Cristina Kirchner fuera procesada por la causa vialidad, Elisa carrió declaró: «Gracias a todo el equipo de la Coalición Cívica ARI, en especial a su jefa de investigación Paula Oliveto, porque investigaron desde el año 2004 y concretamos la denuncia en el año 2008».
Como Auditora General de la Ciudad de Buenos Aires tuvo a su cargo la presidencia de la Dirección General de Control de Justicia, Organismos Interjurisdiccionales y de Control (2011-2013); presidencia de la Dirección General de Sistemas de Información (2011-2013); presidencia de la Dirección General de Control de Salud (2011-2013); y la presidencia de la Dirección General de Control de Asuntos Institucionales y Partidos Políticos (2007-2011). En el año 2013 fue elegida legisladora de la Ciudad Autónoma de Buenos Aires.
Se desempeñó como asesora legislativa de la Diputada Nacional Elisa Carrió entre los años 2005 y 2007, con especial foco en la Comisión de Obras Públicas. En julio de 2006 participó de la Estatuyente Municipal de Río Grande, Provincia de Tierra del Fuego, como asesora ad honorem de la Diputada Nacional Fabiana Ríos.
Es miembro del Consejo Académico del Centro de Estudios sobre Transparencia y Lucha contra la Corrupción de la Facultad de Derecho de la Universidad Nacional de Buenos Aires, según Resolución N.º 652/18 del Consejo Directivo.

## Legisladora de la Ciudad de Buenos Aires (2013-2017)
Asumió como legisladora el 10 de diciembre de 2013. En julio de 2017, como presidenta del bloque de la CC-ARI conformó junto a los bloques del Pro y Confianza Pública el Interbloque Vamos Juntos formando una mayoría en la legislatura.
El bloque que integró Paula Oliveto acusó a diversos políticos y empresarios del gobierno de Cristina Kirchner.
En 2022, el Tribunal Oral Federal N°2 condenó  a todos los denunciados por Oliveto, incluyendo a la ex presidenta Cristina Fernández de Kirchner. En 2024, la Sala IV de la Cámara Federal de Casación Penal confirmó las condenas.
En 2025, Oliveto criticó al oficialismo y al kirchnerismo por el rechazo al proyecto de Ficha Limpia - que proponía prohibir que personas condenadas por delitos de corrupción en segunda instancia pudieran ser candidatas a cargos electivos - en el Congreso de la Nación Argentina: «La sensación es de desolación, de tristeza. Ficha Limpia no es un proyecto de un partido político, es un proyecto de la sociedad civil. Uno puede estar de acuerdo o no con sus autores, pero el reclamo de que alguien condenado en segunda instancia no puede ser candidato no tiene grieta.»
Integró las siguientes comisiones:
| Comisión                                                               | Cargo          | Mandato | Mandato |
| ---------------------------------------------------------------------- | -------------- | ------- | ------- |
| Desarrollo económico, MERCOSUR y Política de empleo.                   | Presidenta     | 2013    | 2017    |
| Junta de Ética, Acuerdos Y Organismos De Control                       | Vocal          | 2013    | 2017    |
| Justicia                                                               | Vocal          | 2013    | 2017    |
| Seguridad                                                              | Vicepresidenta | 2013    | 2017    |
| Presupuesto, Hacienda, Administración Financiera y Política Tributaria | Vocal          | 2013    | 2017    |

## Diputada Nacional (2017-2021)
En 2017 formó parte de la boleta de la alianza "Vamos Juntos" de candidatos a Diputados Nacionales por la Ciudad Autónoma de Buenos Aires, encabezada por Elisa Carrió, la cual resultó triunfadora en las elecciones del 22 de octubre por el 50,54%. El 10 de diciembre del mismo año juró como Diputada Nacional.
Integra las siguientes comisiones:
| Comisión                                                                              | Cargo              | Mandato | Mandato    |
| ------------------------------------------------------------------------------------- | ------------------ | ------- | ---------- |
| Presupuesto y Hacienda                                                                | Secretaria         | 2017    | Actualidad |
| Asuntos Constitucionales                                                              | Vocal              | 2017    | Actualidad |
| Obras Públicas                                                                        | Vocal              | 2017    | Actualidad |
| Transportes                                                                           | Vicepresidenta 1.ª | 2017    | 2019       |
| Legislación Penal                                                                     | Vocal              | 2017    | 2019       |
| Bicameral de Monitoreo e Implementación del Código Procesal Penal Federal (Ley 27482) | Vocal              | 2017    | 2019       |
| Juicio Político                                                                       | Vocal              | 2019    | Actualidad |
| Parlamentaria Mixta Revisora de Cuentas                                               | Vocal              | 2019    | Actualidad |
| Mixta Unicameral Observatorio Parlamentario sobre la Cuestión Malvinas                | Vocal              | 2019    | Actualidad |

## Candidaturas
| Año  | Candidatura              | Distrito               | Partido              | Frente electoral         | Porcentaje | Resultado |
| ---- | ------------------------ | ---------------------- | -------------------- | ------------------------ | ---------- | --------- |
| 2013 | Legisladora de la Ciudad | Ciudad de Buenos Aires | Coalición Cívica ARI | UNEN                     | 32,21%     | Electa    |
| 2017 | Diputada de la Nación    | Ciudad de Buenos Aires | Coalición Cívica ARI | Vamos Juntos (Cambiemos) | 50,93%     | Electa    |
| 2021 | Diputada de la Nación    | Ciudad de Buenos Aires | Coalición Cívica ARI | Juntos por el Cambio     | 47,01%     | Electa    |
| 2025 | Legisladora de la Ciudad | Ciudad de Buenos Aires | Coalición Cívica ARI | Coalición Cívica ARI     | 2,50%      | No electa |

## Controversias
En 2018, Osvaldo Marasco, quien fuera candidato a intendente de Ituzaingo en 2015, afirmó que  Oliveto y  Carrió le habían dicho «Con esto no podemos hacer nada», en relación al escándalo de aportantes electorales de Argentina de 2018.
En junio de 2021, el diputado del Parlasur, Eduardo Valdés, la denunció ante la Justicia  por supuesta violación a la Ley de Inteligencia, violación de secreto, encubrimiento agravado, calumnias y falsa denuncia por haber presentado una denuncia contra él con transcripciones de escuchas realizadas en el penal de Ezeiza, una serie de escuchas telefónicas entre exfuncionarios del gobierno detenidos por corrupción; dichas escuchas habrían revelado que funcionarios del kirchnerismo, entre ellos el mismo Valdés, sabían de antemano que se realizaría una denuncia contra el fiscal Carlos Stornelli,  con el objetivo desvincular al fiscal de la causa de los cuadernos de las coimas, escuchas que fueron difundidas en un programa de televisión, y según  Valdés, «tienen nulidad absoluta y son ilegales».
Según el exagente de la Agencia Federal de Inteligencia, Rolando Barreiro, el falso abogado Marcelo D'Alessio le aseguraba que se reunía con Paula Oliveto:  era una relación «de dar información sobre la política».  Paula Oliveto y Mariana Zuvic habían llevado a la Justicia la transcripción de dicha escucha - en un teléfono público de la cárcel- en el marco de una investigación por el Juez Federico Villena. Oliveto había asegurado que recibió las escuchas a través de una carta anónima. A raíz de estos hechos, el bloque de diputados del FpV-PJ solicitaron que las legisladoras Elisa Carrió y Paula Oliveto fueran apartadas del Congreso de la Nación, «por inhabilidad moral sobreviniente en el ejercicio de sus funciones». El bloque kirchnerista solicitó la expulsión de Oliveto. Paula Oliveto  decidió.a su vez, denunciar a Eduardo Valdés y admitió que Marcelo D’Alessio la había llamado por teléfono.
La Cámara Federal de la ciudad de Buenos Aires rechazó las solicitudes de nulidad de las escuchas. La  Cámara Federal de Casación Penal rechazó las solicitudes de nulidad de las escuchas y en enero de 2024, el juez Julián Ercolini rechazó los planteos de nulidad y confirmó la legalidad y validez de las escuchas telefónicas porque «fueron aportadas con la autorización prestada por el juez a cargo del tribunal, Federico Villena de Lomas de Zamora».